# Anthophorula asteris
Anthophorula asteris är en biart som först beskrevs av Mitchell 1962.  Anthophorula asteris ingår i släktet Anthophorula och familjen långtungebin. Inga underarter finns listade i Catalogue of Life.